# Мегурі (Тіміш)
Мегурі (рум. Măguri) — село у повіті Тіміш в Румунії. Адміністративно підпорядковане місту Лугож.
Село розташоване на відстані 349 км на північний захід від Бухареста, 60 км на схід від Тімішоари.

## Населення
За даними перепису населення 2002 року у селі проживали 724 особи.
Національний склад населення села:
| Національність | Кількість осіб | Відсоток |
| -------------- | -------------- | -------- |
| цигани         | 579            | 80,0%    |
| румуни         | 123            | 17,0%    |
| українці       | 20             | 2,8%     |

Рідною мовою назвали:
| Мова       | Кількість осіб | Відсоток |
| ---------- | -------------- | -------- |
| циганська  | 579            | 80,0%    |
| румунська  | 123            | 17,0%    |
| українська | 20             | 2,8%     |